# Lijst van oorlogsmonumenten in Bergen op Zoom
De Nederlandse gemeente Bergen op Zoom heeft veertien oorlogsmonumenten. Hieronder een overzicht.
| Nr.  | Object                                           | Herdachte groep                                        | Ontwerper                                                   | Onthulling        | Type               | Locatie                                     | Plaats         | Coördinaten                   | Foto                  |
| ---- | ------------------------------------------------ | ------------------------------------------------------ | ----------------------------------------------------------- | ----------------- | ------------------ | ------------------------------------------- | -------------- | ----------------------------- | --------------------- |
| 91   | Brits ereveld                                    | geallieerde militairen                                 |                                                             |                   | begraafplaats/graf | Wouwsestraatweg, 4622 AA                    | Bergen op Zoom | 51° 29' 49" NB, 4° 18' 19" OL |                       |
| 96   | Verzetsplaquette                                 | verzet Nederland                                       | H.F. van Drimmelen                                          | 27 oktober 1976   | plaquette          | Paradeplaats                                | Bergen op Zoom | 51° 29' 39" NB, 4° 17' 21" OL | Verzetsplaquette      |
| 485  | Bevrijdingsmonument                              | burgerslachtoffers, algemeen                           | Nicolaas van der Kreek                                      | 27 oktober 1955   | beeld/sculptuur    | Arnoldus Asselbergstraat, 4611              | Bergen op Zoom |                               | Bevrijdingsmonument   |
| 742  | Oorlogsmonument                                  | burgerslachtoffers, burgers voormalig Nederlands-Indië | Niel Steenbergen                                            | 20 juni 1953      | gedenksteen        | Dorpsstraat 20, 4661                        | Halsteren      | 51° 31' 44" NB, 4° 16' 3" OL  | Oorlogsmonument       |
| 2294 | Plaquette in het NS-station                      | burgerslachtoffers                                     | Ir. H.G.J. Schelling (ontwerp), H.J. Winkelman (uitvoering) | 28 mei 1948       | plaquette          | Stationsplein 1, 4611 BX                    | Bergen op Zoom | 51° 29' 42" NB, 4° 17' 44" OL |                       |
| 2488 | Monument voor Frans H.C. Aarts                   | koopvaardijpersoneel                                   |                                                             |                   | gedenksteen        | Zandstraat 177, 4614 CE                     | Bergen op Zoom | 51° 30' 20" NB, 4° 17' 44" OL |                       |
| 3437 | Plaquette in het stadhuis                        | verzet Nederland                                       |                                                             | 3 mei 1986        | plaquette          | Jacob Obrechtlaan 4, 4600 AA                | Bergen op Zoom | 51° 29' 30" NB, 4° 17' 34" OL |                       |
| 3460 | Canadian War Cemetery                            | geallieerde militairen                                 |                                                             |                   | begraafplaats/graf | Ruytershoveweg, 4622 RJ                     | Bergen op Zoom | 51° 30' 6" NB, 4° 19' 52" OL  | Canadian War Cemetery |
| 3635 | Plaquette op de gevel van de voormalige synagoge | vervolgden Nederland                                   |                                                             | 10 september 1975 | plaquette          | Koevoetstraat 39, 4611 PB                   | Bergen op Zoom |                               |                       |
| 3636 | Namenwand in de voormalige synagoge              | vervolgden Nederland                                   |                                                             |                   | overig             | Koevoetstraat 36, 4611 PB                   | Bergen op Zoom | 51° 29' 43" NB, 4° 17' 30" OL |                       |
| 3638 | Sjoel                                            | vervolgden Nederland                                   | Benno Barnard (gedicht), Marc Meeuwissen (grafisch ontwerp) |                   | plaquette          | Koevoetstraat 39, 4611 PB                   | Bergen op Zoom | 51° 29' 43" NB, 4° 17' 28" OL |                       |
| 4060 | oorlogsmonument                                  | militairen in dienst van het Ned. Kon. 1940-1945       | Janus Buijens (1942)                                        | 1940              | sculptuur          | Kerkstraat, Lepelstraat (Sint Antoniuskerk) | Bergen op Zoom | 51° 32' 58" NB, 4° 16' 35" OL |                       |
| 4227 | Lancastermonument                                | geallieerde militairen                                 |                                                             | 11 november 2019  | zuil               | Kijkuit / Heenweg                           | Bergen op Zoom | 51° 32' 25" NB, 4° 15' 24" OL |                       |
|      | Indiëmonument                                    | militairen in dienst van het Ned. Kon. na 1945         | Marnix Kemperman                                            | 12 augustus 2021  | sculptuur          | Beukenlaan 14 (tuin), 4624 AE               | Bergen op Zoom | 51° 28' 58" NB, 4° 18' 13" OL |                       |
|      | Stolpersteine                                    | vervolgden Nederland                                   | Gunter Demnig                                               |                   | plaquette          | Zie Stolpersteine in Bergen op Zoom         | Bergen op Zoom |                               |                       |

Alphen-Chaam ·
Altena ·
Asten ·
Baarle-Nassau ·
Bergeijk ·
Bergen op Zoom ·
Bernheze ·
Best ·
Bladel ·
Boekel ·
Boxtel ·
Breda ·
Cranendonck ·
Deurne ·
Dongen ·
Drimmelen ·
Eersel ·
Eindhoven ·
Etten-Leur ·
Geertruidenberg ·
Geldrop-Mierlo ·
Gemert-Bakel ·
Gilze en Rijen ·
Goirle ·
Halderberge ·
Heeze-Leende ·
Helmond ·
's-Hertogenbosch ·
Heusden ·
Hilvarenbeek ·
Laarbeek ·
Land van Cuijk ·
Loon op Zand ·
Maashorst ·
Meierijstad ·
Moerdijk ·
Nuenen, Gerwen en Nederwetten ·
Oirschot ·
Oisterwijk ·
Oosterhout ·
Oss ·
Reusel-De Mierden ·
Roosendaal ·
Rucphen ·
Sint-Michielsgestel ·
Someren ·
Son en Breugel ·
Steenbergen ·
Tilburg ·
Valkenswaard ·
Veldhoven ·
Vught ·
Waalre ·
Waalwijk ·
Woensdrecht ·
Zundert